# August Suhr
Martin August Sophus Suhr (Gestelev, 29 de maio de 1893 - Copenhague, 2 de julho de 1958) foi um boxeador dinamarquês que competiu nos Jogos Olímpicos de Verão de 1920.